# Fritz Perls
Friedrich (Frederick) "Fritz" Salomon Perls (født 8. juli 1893 i Berlin, død 14. marts 1970 i Chicago) var en tysk-født psykiater og psykoterapeut af jødisk afstamning. Han er i særlig grad kendt for at have udviklet gestaltterapien sammen med sin hustru Laura Perls i 1940'erne og 1950'erne. 
Perls voksede op i Berlin, men måtte ved nazisternes magtovertagelse flygte til Holland. Fra Holland flyttede Perls til Sydafrika og senere til USA. 